# Liku
Liku é uma das vilas de Niue, localizada no lado leste da ilha. Fica a cerca de 20 minutos da capital, Alofi.